# Йов Московски
Патриарх Йов (ок. 1525 - 19 юни 1607) е първият Патриарх на Москва и цяла Русия (1589-1605). Канонизиран е от Руската Православна Църква за светец през 1989 г.

## Биография
Роден е около 1525 година в гр.Старица със светско име Иван (Йоан). С навършване на пълнолетие става монах, а впоследствие - игумен(от 1566 до 1571 г.) в Старицкия Успенски манастир. Успява да привлече вниманието на руския цар Иван Грозни и през 1571 г. е преместен в Москва, в Симоновския манастир. През 1575 г. става архимандрит на царския Новоспаски манастир в Москве. От 1581 г. е епископ на Коломенската епархия. В Коломна служи до 1586 г., когато е назначен за архиепископ на Ростовската и Ярославската епархия.
В средата на 80-те години на XVI век става близък сподвижник на руския цар Борис Годунов; с негово съдействие става митрополит Московски (1586) г., а на 26 януари (по стар стил; 5 февруари по нов стил) 1589 г. е ръкоположен от намиращия се в Москва константинополски патриарх Йеремия II за първи Патриарх на Москва и цяла Русия, пети патриарх след Йерусалимския.
Важни църковни събития по време на неговото патриаршество са канонизирането за светци на Василий Блажени и Йосиф Волоцки, разпространението на християнството в Поволжието, покорено при Иван Грозни, и в Сибир, присъединен в годините на управление на Борис Годунов.
Смъртта на Борис Годунов през 1605 г. и победата на Лъже-Дмитрий I означава и падането на Йов. Той отказва да признае и самозванеца за син на Иван Грозни и иска от московчани вярност към Фьодор II Годунов. Патриарх Йов е свален от катедрата и заточен в манастир в родния си град още преди пристигането на Лъже-Дмитрий в столицата Москва. След убийството на Фьодар II, Йов е арестуван за богослужение в Успенския събор в Кремъл, от него са свалени патриаршеските знаци и е отпправен в изгнание като обикновен монах. След изгонването на Йов църковният събор избира за нов московски патриарх гръка ИгнатиЙ, който подкрепя Лъже-Дмитрий.
В гр. Старица патриарх Йов живее две години, където и умира през 1607 г. Погребан е в Старицкия Успенски манастир, а през 1652 г. неговите останки са пренесени в Успенския събор в Кремъл.